# 亡灵节

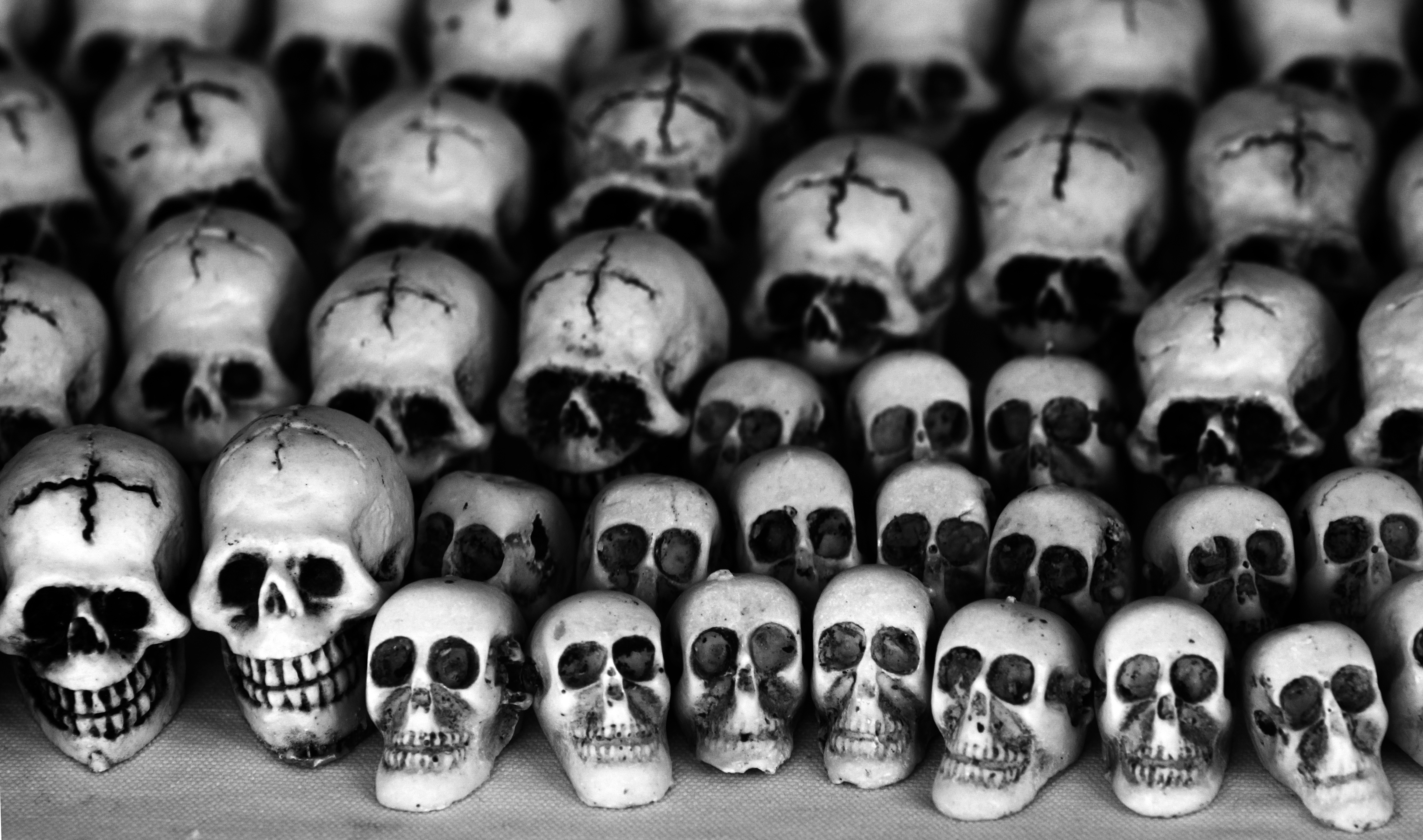
骷髅是墨西哥庆祝亡灵节的重要物品

亡灵节（西班牙語：El Día de Muertos），是家人和朋友团聚在一起，为亡者祈福的日子。在墨西哥，亡灵节是一个重要的节日。庆祝活动时间为10月31日至11月2日，与天主教會節日諸聖節（11月1日）和追思亡者節（11月2日）相同。传统的纪念方式为搭建私人祭坛，摆放有糖骷髅、万寿菊和逝者生前喜爱的食物，并携带这些物品前往墓地祭奠逝者。
据学者研究，这个傳統墨西哥节日起源可以追溯到几百年土著纪念活动和一个阿兹特克人献给女神米克特卡西瓦特爾的节日。在西班牙，举行节日和游行，并在一天结束时，人们聚集在公墓为他们死去的亲人祈祷。在欧洲其他地方也有类似的纪念活动，许多亚洲和非洲文化中亦有类似主题的庆祝活动。
在巴西，亡灵节（Finados）在11月2日是公众假期，很多巴西人拜访墓地探視先人或到教堂来庆祝这个节日。
於2008年,此傳統被聯合國教育、科學及文化組織(UNESCO)列入人類非物質文化遺產代表作名錄

## 影視文化
Reel FX動畫工作室於所製作、於2014年上映的《曼羅奇遇記》；以及皮克斯動畫工作室製作、華特迪士尼影業發行的《寻梦环游记》都是以亡靈節為背景所製作的動畫電影。2015年上映的《007：鬼影帝國》片頭的也是在亡靈節發生。